# Campeonato de Invierno 2009 (Costa Rica)
El Campeonato de Invierno 2009 fue la edición 93° del torneo de liga de la Primera División del fútbol costarricense, que inició la temporada 2009-10.
El equipo de Brujas alcanzó el primer título de su historia tras derrotar al Puntarenas en los penales.

## Sistema de competición
El torneo de la Primera División está conformado en dos partes:
- Fase de clasificación: Se integra por las 16 jornadas del torneo.
- Fase final: Se integra por los cuartos de final, semifinales y final.

### Fase de clasificación
En la fase de clasificación se observará el sistema de puntos. La ubicación en la tabla general está sujeta a lo siguiente:
- Por juego ganado se obtendrán tres puntos.
- Por juego empatado se obtendrá un punto.
- Por juego perdido no se otorgan puntos.

En esta fase participan los 12 clubes de la Primera División jugando en dos grupos A y B durante las 16 jornadas respectivas.
El orden de los clubes al final de la fase de calificación del torneo corresponderá a la suma de los puntos obtenidos por cada uno de ellos y se presentará en forma descendente. Si al finalizar las 16 jornadas del torneo, dos o más clubes estuviesen empatados en puntos, su posición en la tabla general será determinada atendiendo a los siguientes criterios de desempate:
1. Mayor diferencia positiva general de goles. Este resultado se obtiene mediante la sumatoria de los goles anotados a todos los rivales, en cada campeonato menos los goles recibidos de estos.
2. Mayor cantidad de goles a favor, anotados a todos los rivales dentro de la misma competencia.
3. Mejor puntuación particular que hayan conseguido en las confrontaciones particulares entre ellos mismos.
4. Mayor diferencia positiva particular de goles, la cual se obtiene sumando los goles de los equipos empatados y restándole los goles recibidos.
5. Mayor cantidad de goles a favor que hayan conseguido en las confrontaciones entre ellos mismos.
6. Como última alternativa, la UNAFUT realizaría un sorteo para el desempate.

### Fase final
Los seis clubes calificados para esta fase del torneo serán reubicados de acuerdo con el lugar que ocupen en la tabla general al término de la jornada 16, con el puesto del número uno al club mejor clasificado, y así hasta el tercero por cada grupo. Los partidos a esta fase se desarrollan a visita recíproca, en las siguientes etapas:
- Cuartos de final
- Semifinales
- Final

Los líderes de sus respectivos grupos esperarían su rival de la serie de cuartos de final, disputando las semifinales y posteriormente la final por el título.

## Información de los equipos
| Equipo                    | Entrenador             | Ciudad                  | Estadio           | Capacidad | Fundación       |
| ------------------------- | ---------------------- | ----------------------- | ----------------- | --------- | --------------- |
| L. D. Alajuelense         | Marco de Cerqueira     | Alajuela                | Morera Soto       | 17 895    | 1919 (90 años)  |
| Brujas F. C.              | Mauricio Wright        | Desamparados, San José  | "Cuty" Monge      | 5 500     | 2004 (5 años)   |
| C. S. Cartaginés          | Juan Luis Hernández    | Cartago                 | "Fello" Meza      | 13 500    | 1906 (103 años) |
| C. S. Herediano           | Salvador Ragusa        | Heredia                 | Rosabal Cordero   | 8 721     | 1921 (88 años)  |
| Liberia                   | Alain Gay-Hardy        | Liberia, Guanacaste     | Edgardo Baltodano | 5 797     | 1977 (32 años)  |
| Pérez Zeledón             | Rafael Bautista Arenas | Pérez Zeledón, San José | Municipal         | 6 100     | 1991 (18 años)  |
| Puntarenas F. C.          | Carlos Restrepo        | Puntarenas              | "Lito" Pérez      | 4 105     | 2004 (5 años)   |
| A. D. Ramonense           | Javier Delgado         | San Ramón, Alajuela     | Guillermo Vargas  | 2 500     | 1953 (56 años)  |
| A. D. San Carlos          | Frank Carrillo         | San Carlos, Alajuela    | Carlos Ugalde     | 5 600     | 1965 (44 años)  |
| Santos de Guápiles        | Óscar Ramírez          | Guápiles, Limón         | Ebal Rodríguez    | 4 500     | 1961 (48 años)  |
| Deportivo Saprissa        | Roy Myers              | Tibás, San José         | Ricardo Saprissa  | 23 112    | 1935 (74 años)  |
| Universidad de Costa Rica | Johnny Chaves          | Montes de Oca, San José | Ecológico         | 1 800     | 1941 (68 años)  |

### Equipos por provincia
| Saprissa Herediano Brujas Alajuelense San Carlos Ramonense UCR Pérez Zeledón Cartaginés Puntarenas Santos Liberia |

| Provincia  | N.º | Equipos                                                           |
| ---------- | --- | ----------------------------------------------------------------- |
| San José   | 4   | Deportivo Saprissa Brujas Pérez Zeledón Universidad de Costa Rica |
| Alajuela   | 3   | Alajuelense San Carlos Ramonense                                  |
| Heredia    | 1   | Herediano                                                         |
| Limón      | 1   | Santos de Guápiles                                                |
| Cartago    | 1   | Cartaginés                                                        |
| Guanacaste | 1   | Liberia                                                           |
| Puntarenas | 1   | Puntarenas                                                        |

### Ascenso y descenso
| a la Segunda División |
| --------------------- |
| A. D. Carmelita       |

| a la Primera División |
| --------------------- |
| Santos de Guápiles    |

## Fase de clasificación

### Tabla de posiciones

#### Grupo A
| Pos. | Equipo             | Pts. | PJ | PG | PE | PP | GF | GC | Dif. |
| ---- | ------------------ | ---- | -- | -- | -- | -- | -- | -- | ---- |
| 1.º  | Pérez Zeledón      | 29   | 16 | 8  | 5  | 3  | 23 | 20 | 3    |
| 2.º  | C. S. Cartaginés   | 24   | 16 | 7  | 3  | 6  | 21 | 16 | 5    |
| 3.º  | Liberia Mía        | 24   | 16 | 7  | 3  | 6  | 25 | 22 | 3    |
| 4.º  | Deportivo Saprissa | 24   | 16 | 6  | 6  | 4  | 19 | 17 | 2    |
| 5.º  | L. D. Alajuelense  | 23   | 16 | 6  | 5  | 5  | 21 | 16 | 5    |
| 6.º  | Santos de Guápiles | 21   | 16 | 5  | 6  | 5  | 14 | 18 | −4   |

|  | Clasifica a las semifinales      |
|  | Clasifica a los cuartos de final |

#### Grupo B
| Pos. | Equipo              | Pts. | PJ | PG | PE | PP | GF | GC | Dif. |
| ---- | ------------------- | ---- | -- | -- | -- | -- | -- | -- | ---- |
| 1.º  | C. S. Herediano     | 29   | 16 | 9  | 2  | 5  | 20 | 16 | 4    |
| 2.º  | Brujas F. C.        | 23   | 16 | 6  | 5  | 5  | 19 | 17 | 2    |
| 3.º  | Puntarenas F. C.    | 20   | 16 | 5  | 5  | 6  | 17 | 21 | −4   |
| 4.º  | Univ. de Costa Rica | 16   | 16 | 4  | 4  | 8  | 21 | 20 | 1    |
| 5.º  | A. D. Ramonense     | 16   | 16 | 3  | 7  | 6  | 13 | 16 | −3   |
| 6.º  | A. D. San Carlos    | 11   | 16 | 2  | 5  | 9  | 9  | 23 | −14  |

|  | Clasifica a las semifinales      |
|  | Clasifica a los cuartos de final |

### Resumen de resultados
| Local / Visita            | ADR   | ADSC  | BRU   | CSC   | CSH   | SAP   | LDA   | LIB   | MPZ   | PFC   | SAN   | UCR   |
| ------------------------- | ----- | ----- | ----- | ----- | ----- | ----- | ----- | ----- | ----- | ----- | ----- | ----- |
| A. D. Ramonense           |       | 0 - 0 | 0 - 0 | 2 - 3 | 0 - 0 |       |       |       | 3 - 1 | 1 - 1 | 0 - 0 | 2 - 1 |
| A. D. San Carlos          | 0 - 0 |       | 0 - 2 |       | 0 - 2 | 1 - 2 | 0 - 0 | 3 - 1 |       | 0 - 2 |       | 1 - 1 |
| Brujas F. C.              | 0 - 0 | 3 - 1 |       |       | 1 - 2 | 0 - 1 | 0 - 0 | 2 - 1 |       | 1 - 0 |       | 2 - 1 |
| C. S. Cartaginés          |       | 0 - 1 | 2 - 0 |       | 2 - 1 | 2 - 1 | 1 - 0 | 0 - 1 | 2 - 3 |       | 4 - 0 |       |
| C. S. Herediano           | 2 - 0 | 2 - 0 | 2 - 1 |       |       | 1 - 1 | 1 - 0 | 1 - 0 |       | 2 - 1 |       | 1 - 0 |
| Deportivo Saprissa        | 2 - 1 |       |       | 0 - 0 |       |       | 0 - 2 | 3 - 1 | 0 - 0 | 4 - 1 | 2 - 1 | 0 - 0 |
| L. D. Alajuelense         | 2 - 1 |       |       | 2 - 1 |       | 3 - 0 |       | 1 - 1 | 1 - 2 | 2 - 0 | 1 - 1 | 2 - 1 |
| Liberia Mía               | 2 - 0 |       |       | 2 - 3 |       | 1 - 0 | 3 - 2 |       | 4 - 1 | 3 - 1 | 1 - 0 | 1 - 1 |
| Pérez Zeledón             |       | 1 - 0 | 3 - 2 | 1 - 0 | 4 - 1 | 1 - 1 | 3 - 3 | 1 - 1 |       |       | 0 - 0 |       |
| Puntarenas F. C.          | 2 - 1 | 1 - 1 | 2 - 2 | 0 - 0 | 1 - 0 |       |       |       | 2 - 0 |       | 0 - 0 | 3 - 2 |
| Santos de Guápiles        |       | 2 - 1 | 0 - 0 | 1 - 0 | 3 - 1 | 2 - 2 | 1 - 0 | 3 - 2 | 0 - 1 |       |       |       |
| Universidad de Costa Rica | 0 - 2 | 4 - 0 | 2 - 3 | 1 - 1 | 2 - 1 |       |       |       | 0 - 1 | 2 - 0 | 3 - 0 |       |

|  | Victoria del equipo local     |
|  | Empate                        |
|  | Victoria del equipo visitante |

## Fase final

### Cuadro de desarrollo
|  | Cuartos de final                              | Cuartos de final                              | Cuartos de final                              | Cuartos de final                              | Cuartos de final                              |   |       | Semifinales                                    | Semifinales                                    | Semifinales                                    | Semifinales                                    | Semifinales                                    |  |    | Final                                          | Final                                          | Final                                          | Final                                          | Final                                          |  |
|  | 9 de diciembre (ida) 13 de diciembre (vuelta) | 9 de diciembre (ida) 13 de diciembre (vuelta) | 9 de diciembre (ida) 13 de diciembre (vuelta) | 9 de diciembre (ida) 13 de diciembre (vuelta) | 9 de diciembre (ida) 13 de diciembre (vuelta) |   |       | 16 de diciembre (ida) 20 de diciembre (vuelta) | 16 de diciembre (ida) 20 de diciembre (vuelta) | 16 de diciembre (ida) 20 de diciembre (vuelta) | 16 de diciembre (ida) 20 de diciembre (vuelta) | 16 de diciembre (ida) 20 de diciembre (vuelta) |  |    | 23 de diciembre (ida) 28 de diciembre (vuelta) | 23 de diciembre (ida) 28 de diciembre (vuelta) | 23 de diciembre (ida) 28 de diciembre (vuelta) | 23 de diciembre (ida) 28 de diciembre (vuelta) | 23 de diciembre (ida) 28 de diciembre (vuelta) |  |
|  |                                               |                                               |                                               |                                               |                                               |   |       |                                                |                                                |                                                |                                                |                                                |  |    |                                                |                                                |                                                |                                                |                                                |  |
|  |                                               |                                               |                                               |                                               |                                               |   |       |                                                |                                                |                                                |                                                |                                                |  |    |                                                |                                                |                                                |                                                |                                                |  |
|  |                                               |                                               |                                               |                                               |                                               |   |       |                                                |                                                |                                                |                                                |                                                |  |    |                                                |                                                |                                                |                                                |                                                |  |
|  |                                               |                                               |                                               |                                               |                                               |   |       |                                                |                                                |                                                |                                                |                                                |  |    |                                                |                                                |                                                |                                                |                                                |  |
|  |                                               |                                               |                                               |                                               |                                               |   |       |                                                |                                                |                                                |                                                |                                                |  |    |                                                |                                                |                                                |                                                |                                                |  |
|  |                                               | 1° A                                          | Pérez Zeledón                                 | 1                                             | 1                                             | 2 |       |                                                |                                                |                                                |                                                |                                                |  |    |                                                |                                                |                                                |                                                |                                                |  |
|  |                                               |                                               |                                               |                                               |                                               | 2 |       |                                                |                                                |                                                |                                                |                                                |  |    |                                                |                                                |                                                |                                                |                                                |  |
|  |                                               |                                               | S1                                            | Brujas F. C.                                  | 2                                             | 2 | 4     |                                                |                                                |                                                |                                                |                                                |  |    |                                                |                                                |                                                |                                                |                                                |  |
|  | 2° B                                          | Brujas F. C.                                  | S1                                            | Brujas F. C.                                  | 2                                             | 2 | 4     | 2                                              | 3                                              | 5                                              |                                                |                                                |  |    |                                                |                                                |                                                |                                                |                                                |  |
|  | 2° B                                          | Brujas F. C.                                  |                                               |                                               |                                               |   |       |                                                |                                                | 5                                              |                                                |                                                |  |    |                                                |                                                |                                                |                                                |                                                |  |
|  | 3° A                                          | Liberia Mía                                   | 1                                             | 1                                             | 2                                             |   |       |                                                |                                                |                                                |                                                |                                                |  |    |                                                |                                                |                                                |                                                |                                                |  |
|  | 3° A                                          | Liberia Mía                                   | 1                                             | 1                                             | 2                                             |   |       |                                                |                                                |                                                |                                                |                                                |  | F1 | Brujas F. C.                                   | 0                                              | 1                                              | 1 (5)                                          |                                                |  |
|  |                                               |                                               |                                               |                                               |                                               |   |       |                                                |                                                |                                                |                                                |                                                |  | F1 | Brujas F. C.                                   | 0                                              | 1                                              | 1 (5)                                          |                                                |  |
|  |                                               |                                               | F2                                            | Puntarenas F. C.                              | 0                                             | 1 | 1 (4) |                                                |                                                |                                                |                                                |                                                |  |    |                                                |                                                |                                                |                                                |                                                |  |
|  | 2° A                                          | C. S. Cartaginés                              | F2                                            | Puntarenas F. C.                              | 0                                             | 1 | 1 (4) | 1                                              | 1                                              | 2                                              |                                                |                                                |  |    |                                                |                                                |                                                |                                                |                                                |  |
|  | 2° A                                          | C. S. Cartaginés                              |                                               |                                               |                                               |   |       |                                                |                                                | 2                                              |                                                |                                                |  |    |                                                |                                                |                                                |                                                |                                                |  |
|  | 3° B                                          | Puntarenas F. C.                              | 2                                             | 1                                             | 3                                             |   |       |                                                |                                                |                                                |                                                |                                                |  |    |                                                |                                                |                                                |                                                |                                                |  |
|  | 3° B                                          | Puntarenas F. C.                              | 2                                             | 1                                             | 3                                             |   | 1° B  | C. S. Herediano                                | 1                                              | 2                                              | 3                                              |                                                |  |    |                                                |                                                |                                                |                                                |                                                |  |
|  |                                               |                                               |                                               |                                               |                                               |   | 1° B  | C. S. Herediano                                | 1                                              | 2                                              | 3                                              |                                                |  |    |                                                |                                                |                                                |                                                |                                                |  |
|  |                                               |                                               | S2                                            | Puntarenas F. C.                              | 3                                             | 1 | 4     |                                                |                                                |                                                |                                                |                                                |  |    |                                                |                                                |                                                |                                                |                                                |  |
|  |                                               |                                               | S2                                            | Puntarenas F. C.                              | 3                                             | 1 | 4     |                                                |                                                |                                                |                                                |                                                |  |    |                                                |                                                |                                                |                                                |                                                |  |
|  |                                               |                                               |                                               |                                               |                                               |   |       |                                                |                                                |                                                |                                                |                                                |  |    |                                                |                                                |                                                |                                                |                                                |  |
|  |                                               |                                               |                                               |                                               |                                               |   |       |                                                |                                                |                                                |                                                |                                                |  |    |                                                |                                                |                                                |                                                |                                                |  |
|  |                                               |                                               |                                               |                                               |                                               |   |       |                                                |                                                |                                                |                                                |                                                |  |    |                                                |                                                |                                                |                                                |                                                |  |
|  |                                               |                                               |                                               |                                               |                                               |   |       |                                                |                                                |                                                |                                                |                                                |  |    |                                                |                                                |                                                |                                                |                                                |  |

### Cuartos de final

#### Brujas - Liberia
| 9 de diciembre de 2009, 12:00 | Liberia Mía                           | 1:2 (1:1) | Brujas F. C.                                                                | Estadio Edgardo Baltodano, Liberia, Guanacaste |                             |
|                               | - Alejandro Alpízar 35' (Tirso Guío ) | Reporte   | - Yosimar Arias 23' (Daniel Jiménez ) - Daniel Jiménez 73' (Yosimar Arias ) | Árbitro(s): Édgar Rodríguez                    | Árbitro(s): Édgar Rodríguez |

| 13 de diciembre de 2009, 11:00 | Brujas F. C.                                                                                | 3:1 (0:0) (Global 5:2) | Liberia Mía                        | Estadio "Cuty" Monge, Desamparados, San José |                               |
|                                | - Pablo Brenes 49' (Daniel Jiménez ) - Try Benneth 67' - Michael Ortiz 75' (Yosimar Arias ) | Reporte                | - Víctor Núñez 90+2' (Minor Díaz ) | Árbitro(s): Alexandro Jiménez                | Árbitro(s): Alexandro Jiménez |

#### Cartaginés - Puntarenas
| 9 de diciembre de 2009, 20:00 | Puntarenas F. C.                                                          | 2:1 (1:0) | C. S. Cartaginés            | Estadio "Lito" Pérez, Puntarenas |                            |
|                               | - José Macotelo 29' (Hanswell Ewers ) - Luis Lara 72' (Rafael Rodríguez ) | Reporte   | - Porfirio López 57' (a.g.) | Árbitro(s): Henry Bejarano       | Árbitro(s): Henry Bejarano |

| 13 de diciembre de 2009, 16:00 | C. S. Cartaginés                  | 1:1 (1:0) (Global 2:3) | Puntarenas F. C.                   | Estadio Ricardo Saprissa, Tibás, San José |                            |
|                                | - Jorge Barbosa 15' (Luis Pérez ) | Reporte                | - Emmanuel Campos 87' (Luis Lara ) | Árbitro(s): Randall Poveda                | Árbitro(s): Randall Poveda |

### Semifinales

#### Pérez Zeledón - Brujas
| 16 de diciembre de 2009, 15:00 | Brujas F. C.                                              | 2:1 (2:0) | Pérez Zeledón                         | Estadio "Cuty" Monge, Desamparados, San José |                            |
|                                | - Yosimar Arias 19' (Pablo Brenes ), 34' (Daniel Jiménez) | Reporte   | - Jorge Gatgens 56' (Fernando Soler ) | Árbitro(s): Ricardo Cerdas                   | Árbitro(s): Ricardo Cerdas |

| 20 de diciembre de 2009, 16:00 | Pérez Zeledón                                           | 1:2 (1:2) (Global 2:4) | Brujas F. C.                           | Estadio Municipal, Pérez Zeledón, San José |                             |
|                                | - Pablo Brenes 7' - Esteban Maitland 14' (Osman López ) | Reporte                | - Fernando Soler 30' (Kenneth Gamboa ) | Árbitro(s): Édgar Rodríguez                | Árbitro(s): Édgar Rodríguez |

#### Herediano - Puntarenas
| 16 de diciembre de 2009, 20:00 | Puntarenas F. C.                                                                   | 3:1 (0:1) | C. S. Herediano                    | Estadio "Lito" Pérez, Puntarenas |                            |
|                                | - Darío Delgado 58' (t.l.) - Hanswell Ewers 86' - Luis Lara 90+2' (Mario Centeno ) | Reporte   | - Robert Arias 29' (José Cancela ) | Árbitro(s): Wálter Quesada       | Árbitro(s): Wálter Quesada |

| 20 de diciembre de 2009, 16:00 | C. S. Herediano                                       | 2:1 (0:1) (Global 3:4) | Puntarenas F. C.           | Estadio Rosabal Cordero, Heredia |                         |
|                                | - Mauricio Solís 48' - José Carlos Cancela 83' (pen.) | Reporte                | - José Macotelo 36' (pen.) | Árbitro(s): Rafael Vega          | Árbitro(s): Rafael Vega |

### Final

#### Brujas - Puntarenas
| 23 de diciembre de 2009, 19:00 | Puntarenas F. C. | 0:0     | Brujas F. C. | Estadio "Lito" Pérez, Puntarenas |                            |
|                                |                  | Reporte |              | Árbitro(s): Wálter Quesada       | Árbitro(s): Wálter Quesada |

| 28 de diciembre de 2009, 14:00 | Brujas F. C.                                                                               | 1:1 (0:1, 1:1) (5:4 p.)(Global 1:1) | Puntarenas F. C.                                                                                  | Estadio "Cuty" Monge, Desamparados, San José |                            |
|                                | - Daniel Jiménez 46' (Keilor Soto )                                                        | Reporte                             | - Luis Lara 13' (Rafael Rodríguez )                                                               | Árbitro(s): Randall Poveda                   | Árbitro(s): Randall Poveda |
|                                |                                                                                            | Tiros desde el punto penal          |                                                                                                   |                                              |                            |
|                                | - Try Benneth - Randy Cubero - Allan Alemán - Yosimar Arias - Daniel Jiménez - Keilor Soto |                                     | - Mario Víquez - Porfirio López - Mario Centeno - Emmanuel Campos - José Macotelo - Brayan Zamora |                                              |                            |

#### Final - ida
| -     | POR   | Brayan Zamora      |     |
|       | DEF   | Ricardo García     |     |
|       | DEF   | Darío Delgado      |     |
|       | DEF   | Porfirio López     |     |
|       | DEF   | Pedro Leal         |     |
|       | MED   | José Miguel Cubero |     |
|       | MED   | José Macotelo      | 67' |
|       | MED   | Rafael Rodríguez   | 77' |
|       | MED   | Hanswell Ewers     | 73' |
|       | DEL   | Franklin Chacón    |     |
|       | DEL   | Luis Lara          |     |
| D. T. | D. T. | Carlos Restrepo    |     |

| -     | POR   | Luis Diego Sequeira |     |
|       | DEF   | Berny Peña          |     |
|       | DEF   | Try Benneth         |     |
|       | DEF   | Esteban Maitland    |     |
|       | DEF   | Heiner Mora         |     |
|       | MED   | Jameson Scott       |     |
|       | MED   | Jason Scott         |     |
|       | MED   | Daniel Varela       |     |
|       | MED   | Rodolfo Rodríguez   | 57' |
|       | DEL   | Pablo Brenes        | 83' |
|       | DEL   | Daniel Jiménez      |     |
| D. T. | D. T. | Mauricio Wright     |     |

| - | MED | Mario Centeno   | 67' |
|   | DEF | Mario Víquez    | 73' |
|   | DEL | Emmanuel Campos | 77' |

| - | MED | Randy Cubero | 57' |
|   | DEF | Roy Smith    | 83' |

| Principal  | Wálter Quesada   |
| Asistentes | Marvin Ramírez   |
|            | Carlos Fernández |
| Cuarto     | Ricardo Cerdas   |

| -     | POR   | Brayan Zamora      |     |
|       | DEF   | Ricardo García     |     |
|       | DEF   | Darío Delgado      |     |
|       | DEF   | Porfirio López     |     |
|       | DEF   | Pedro Leal         |     |
|       | MED   | José Miguel Cubero |     |
|       | MED   | José Macotelo      | 67' |
|       | MED   | Rafael Rodríguez   | 77' |
|       | MED   | Hanswell Ewers     | 73' |
|       | DEL   | Franklin Chacón    |     |
|       | DEL   | Luis Lara          |     |
| D. T. | D. T. | Carlos Restrepo    |     |

| -     | POR   | Luis Diego Sequeira |     |
|       | DEF   | Berny Peña          |     |
|       | DEF   | Try Benneth         |     |
|       | DEF   | Esteban Maitland    |     |
|       | DEF   | Heiner Mora         |     |
|       | MED   | Jameson Scott       |     |
|       | MED   | Jason Scott         |     |
|       | MED   | Daniel Varela       |     |
|       | MED   | Rodolfo Rodríguez   | 57' |
|       | DEL   | Pablo Brenes        | 83' |
|       | DEL   | Daniel Jiménez      |     |
| D. T. | D. T. | Mauricio Wright     |     |

| - | MED | Mario Centeno   | 67' |
|   | DEF | Mario Víquez    | 73' |
|   | DEL | Emmanuel Campos | 77' |

| - | MED | Randy Cubero | 57' |
|   | DEF | Roy Smith    | 83' |

| Principal  | Wálter Quesada   |
| Asistentes | Marvin Ramírez   |
|            | Carlos Fernández |
| Cuarto     | Ricardo Cerdas   |

| -     | POR   | Brayan Zamora      |     |
|       | DEF   | Ricardo García     |     |
|       | DEF   | Darío Delgado      |     |
|       | DEF   | Porfirio López     |     |
|       | DEF   | Pedro Leal         |     |
|       | MED   | José Miguel Cubero |     |
|       | MED   | José Macotelo      | 67' |
|       | MED   | Rafael Rodríguez   | 77' |
|       | MED   | Hanswell Ewers     | 73' |
|       | DEL   | Franklin Chacón    |     |
|       | DEL   | Luis Lara          |     |
| D. T. | D. T. | Carlos Restrepo    |     |

| -     | POR   | Luis Diego Sequeira |     |
|       | DEF   | Berny Peña          |     |
|       | DEF   | Try Benneth         |     |
|       | DEF   | Esteban Maitland    |     |
|       | DEF   | Heiner Mora         |     |
|       | MED   | Jameson Scott       |     |
|       | MED   | Jason Scott         |     |
|       | MED   | Daniel Varela       |     |
|       | MED   | Rodolfo Rodríguez   | 57' |
|       | DEL   | Pablo Brenes        | 83' |
|       | DEL   | Daniel Jiménez      |     |
| D. T. | D. T. | Mauricio Wright     |     |

| - | MED | Mario Centeno   | 67' |
|   | DEF | Mario Víquez    | 73' |
|   | DEL | Emmanuel Campos | 77' |

| - | MED | Randy Cubero | 57' |
|   | DEF | Roy Smith    | 83' |

| Principal  | Wálter Quesada   |
| Asistentes | Marvin Ramírez   |
|            | Carlos Fernández |
| Cuarto     | Ricardo Cerdas   |

| -     | POR   | Brayan Zamora      |     |
|       | DEF   | Ricardo García     |     |
|       | DEF   | Darío Delgado      |     |
|       | DEF   | Porfirio López     |     |
|       | DEF   | Pedro Leal         |     |
|       | MED   | José Miguel Cubero |     |
|       | MED   | José Macotelo      | 67' |
|       | MED   | Rafael Rodríguez   | 77' |
|       | MED   | Hanswell Ewers     | 73' |
|       | DEL   | Franklin Chacón    |     |
|       | DEL   | Luis Lara          |     |
| D. T. | D. T. | Carlos Restrepo    |     |

| -     | POR   | Luis Diego Sequeira |     |
|       | DEF   | Berny Peña          |     |
|       | DEF   | Try Benneth         |     |
|       | DEF   | Esteban Maitland    |     |
|       | DEF   | Heiner Mora         |     |
|       | MED   | Jameson Scott       |     |
|       | MED   | Jason Scott         |     |
|       | MED   | Daniel Varela       |     |
|       | MED   | Rodolfo Rodríguez   | 57' |
|       | DEL   | Pablo Brenes        | 83' |
|       | DEL   | Daniel Jiménez      |     |
| D. T. | D. T. | Mauricio Wright     |     |

| - | MED | Mario Centeno   | 67' |
|   | DEF | Mario Víquez    | 73' |
|   | DEL | Emmanuel Campos | 77' |

| - | MED | Randy Cubero | 57' |
|   | DEF | Roy Smith    | 83' |

| Principal  | Wálter Quesada   |
| Asistentes | Marvin Ramírez   |
|            | Carlos Fernández |
| Cuarto     | Ricardo Cerdas   |

#### Final - vuelta
| -     | POR   | Luis Diego Sequeira |     |
|       | DEF   | Esteban Maitland    |     |
|       | DEF   | Heiner Mora         |     |
|       | DEF   | Berny Peña          |     |
|       | DEF   | Jameson Scott       |     |
|       | MED   | Try Benneth         |     |
|       | MED   | Jason Scott         | 34' |
|       | MED   | Pablo Brenes        | 60' |
|       | MED   | Keilor Soto         |     |
|       | DEL   | Paolo Jiménez       | 74' |
|       | DEL   | Daniel Jiménez      |     |
| D. T. | D. T. | Mauricio Wright     |     |

| -     | POR   | Brayan Zamora      |     |
|       | DEF   | Porfirio López     |     |
|       | DEF   | Darío Delgado      |     |
|       | DEF   | Ricardo García     |     |
|       | DEF   | Pedro Leal         |     |
|       | MED   | José Miguel Cubero |     |
|       | MED   | Rafael Rodríguez   | 60' |
|       | MED   | José Macotelo      |     |
|       | MED   | Hanswell Ewers     | 80' |
|       | DEL   | Luis Lara          | 85' |
|       | DEL   | Franklin Chacón    |     |
| D. T. | D. T. | Carlos Restrepo    |     |

| - | MED | Allan Alemán  | 34' |
|   | MED | Yosimar Arias | 60' |
|   | MED | Randy Cubero  | 74' |

| - | DEF | Mario Víquez    | 60' |
|   | MED | Mario Centeno   | 80' |
|   | DEL | Emmanuel Campos | 85' |

| 46' | Daniel Jiménez | 1:1 |

| 13' | Luis Lara | 0:1 |

| Sí · Sí · Sí · No · Sí · Sí | Try Benneth Randy Cubero Allan Alemán Yosimar Arias Daniel Jiménez Keilor Soto | 1:0 2:1 3:2 3:3 4:4 5:4 |

| No · Sí · Sí · Sí · Sí · No | Mario Viquez Porfirio López Mario Centeno Emmanuel Campos José Macotelo Brayan Zamora | 0:0 1:1 2:2 3:3 3:4 4:4 |

| Principal  | Randall Poveda    |
| Asistentes | Leonel Leal       |
|            | William Castro    |
| Cuarto     | Alexandro Jiménez |

| -     | POR   | Luis Diego Sequeira |     |
|       | DEF   | Esteban Maitland    |     |
|       | DEF   | Heiner Mora         |     |
|       | DEF   | Berny Peña          |     |
|       | DEF   | Jameson Scott       |     |
|       | MED   | Try Benneth         |     |
|       | MED   | Jason Scott         | 34' |
|       | MED   | Pablo Brenes        | 60' |
|       | MED   | Keilor Soto         |     |
|       | DEL   | Paolo Jiménez       | 74' |
|       | DEL   | Daniel Jiménez      |     |
| D. T. | D. T. | Mauricio Wright     |     |

| -     | POR   | Brayan Zamora      |     |
|       | DEF   | Porfirio López     |     |
|       | DEF   | Darío Delgado      |     |
|       | DEF   | Ricardo García     |     |
|       | DEF   | Pedro Leal         |     |
|       | MED   | José Miguel Cubero |     |
|       | MED   | Rafael Rodríguez   | 60' |
|       | MED   | José Macotelo      |     |
|       | MED   | Hanswell Ewers     | 80' |
|       | DEL   | Luis Lara          | 85' |
|       | DEL   | Franklin Chacón    |     |
| D. T. | D. T. | Carlos Restrepo    |     |

| - | MED | Allan Alemán  | 34' |
|   | MED | Yosimar Arias | 60' |
|   | MED | Randy Cubero  | 74' |

| - | DEF | Mario Víquez    | 60' |
|   | MED | Mario Centeno   | 80' |
|   | DEL | Emmanuel Campos | 85' |

| 46' | Daniel Jiménez | 1:1 |

| 13' | Luis Lara | 0:1 |

| Sí · Sí · Sí · No · Sí · Sí | Try Benneth Randy Cubero Allan Alemán Yosimar Arias Daniel Jiménez Keilor Soto | 1:0 2:1 3:2 3:3 4:4 5:4 |

| No · Sí · Sí · Sí · Sí · No | Mario Viquez Porfirio López Mario Centeno Emmanuel Campos José Macotelo Brayan Zamora | 0:0 1:1 2:2 3:3 3:4 4:4 |

| Principal  | Randall Poveda    |
| Asistentes | Leonel Leal       |
|            | William Castro    |
| Cuarto     | Alexandro Jiménez |

| -     | POR   | Luis Diego Sequeira |     |
|       | DEF   | Esteban Maitland    |     |
|       | DEF   | Heiner Mora         |     |
|       | DEF   | Berny Peña          |     |
|       | DEF   | Jameson Scott       |     |
|       | MED   | Try Benneth         |     |
|       | MED   | Jason Scott         | 34' |
|       | MED   | Pablo Brenes        | 60' |
|       | MED   | Keilor Soto         |     |
|       | DEL   | Paolo Jiménez       | 74' |
|       | DEL   | Daniel Jiménez      |     |
| D. T. | D. T. | Mauricio Wright     |     |

| -     | POR   | Brayan Zamora      |     |
|       | DEF   | Porfirio López     |     |
|       | DEF   | Darío Delgado      |     |
|       | DEF   | Ricardo García     |     |
|       | DEF   | Pedro Leal         |     |
|       | MED   | José Miguel Cubero |     |
|       | MED   | Rafael Rodríguez   | 60' |
|       | MED   | José Macotelo      |     |
|       | MED   | Hanswell Ewers     | 80' |
|       | DEL   | Luis Lara          | 85' |
|       | DEL   | Franklin Chacón    |     |
| D. T. | D. T. | Carlos Restrepo    |     |

| - | MED | Allan Alemán  | 34' |
|   | MED | Yosimar Arias | 60' |
|   | MED | Randy Cubero  | 74' |

| - | DEF | Mario Víquez    | 60' |
|   | MED | Mario Centeno   | 80' |
|   | DEL | Emmanuel Campos | 85' |

| 46' | Daniel Jiménez | 1:1 |

| 13' | Luis Lara | 0:1 |

| Sí · Sí · Sí · No · Sí · Sí | Try Benneth Randy Cubero Allan Alemán Yosimar Arias Daniel Jiménez Keilor Soto | 1:0 2:1 3:2 3:3 4:4 5:4 |

| No · Sí · Sí · Sí · Sí · No | Mario Viquez Porfirio López Mario Centeno Emmanuel Campos José Macotelo Brayan Zamora | 0:0 1:1 2:2 3:3 3:4 4:4 |

| Principal  | Randall Poveda    |
| Asistentes | Leonel Leal       |
|            | William Castro    |
| Cuarto     | Alexandro Jiménez |

| -     | POR   | Luis Diego Sequeira |     |
|       | DEF   | Esteban Maitland    |     |
|       | DEF   | Heiner Mora         |     |
|       | DEF   | Berny Peña          |     |
|       | DEF   | Jameson Scott       |     |
|       | MED   | Try Benneth         |     |
|       | MED   | Jason Scott         | 34' |
|       | MED   | Pablo Brenes        | 60' |
|       | MED   | Keilor Soto         |     |
|       | DEL   | Paolo Jiménez       | 74' |
|       | DEL   | Daniel Jiménez      |     |
| D. T. | D. T. | Mauricio Wright     |     |

| -     | POR   | Brayan Zamora      |     |
|       | DEF   | Porfirio López     |     |
|       | DEF   | Darío Delgado      |     |
|       | DEF   | Ricardo García     |     |
|       | DEF   | Pedro Leal         |     |
|       | MED   | José Miguel Cubero |     |
|       | MED   | Rafael Rodríguez   | 60' |
|       | MED   | José Macotelo      |     |
|       | MED   | Hanswell Ewers     | 80' |
|       | DEL   | Luis Lara          | 85' |
|       | DEL   | Franklin Chacón    |     |
| D. T. | D. T. | Carlos Restrepo    |     |

| - | MED | Allan Alemán  | 34' |
|   | MED | Yosimar Arias | 60' |
|   | MED | Randy Cubero  | 74' |

| - | DEF | Mario Víquez    | 60' |
|   | MED | Mario Centeno   | 80' |
|   | DEL | Emmanuel Campos | 85' |

| 46' | Daniel Jiménez | 1:1 |

| 13' | Luis Lara | 0:1 |

| Sí · Sí · Sí · No · Sí · Sí | Try Benneth Randy Cubero Allan Alemán Yosimar Arias Daniel Jiménez Keilor Soto | 1:0 2:1 3:2 3:3 4:4 5:4 |

| No · Sí · Sí · Sí · Sí · No | Mario Viquez Porfirio López Mario Centeno Emmanuel Campos José Macotelo Brayan Zamora | 0:0 1:1 2:2 3:3 3:4 4:4 |

| Principal  | Randall Poveda    |
| Asistentes | Leonel Leal       |
|            | William Castro    |
| Cuarto     | Alexandro Jiménez |

|                      |
| Campeón Brujas F. C. |
| 1.er título          |

## Estadísticas

### Tabla de goleadores
Lista con los máximos goleadores del torneo.
| Pos. | Jugador            | Equipo           | Goles |
| ---- | ------------------ | ---------------- | ----- |
| 1.º  | Víctor Núñez       | Liberia Mía      | 10    |
| 2.º  | Diego País         | Pérez Zeledón    | 9     |
| 3.º  | Alejandro Sequeira | A. D. Ramonense  | 8     |
| 3.º  | Anderson Andrade   | Brujas F. C.     | 8     |
| 3.º  | Jorge Barbosa      | C. S. Cartaginés | 8     |
| 6.º  | Alejandro Alpízar  | Liberia Mía      | 6     |